# Good-bye My Loneliness (음반)
《Good-bye My Loneliness》는 일본의 밴드 ZARD의 첫 번째 정규 앨범이자 동시에 데뷔 앨범이며, 그들의 첫 데뷔곡 〈Good-bye My Loneliness〉가 발매된 지 불과 2개월이 채 안되었던 1991년 3월 27일 발매되었다. 발매 레이블은 당시 폴리도르 레코드의 신규 레이블 b.gram이었으며, 이때 두 가지 포맷으로 발매되었다. (CD: POCH-1082, Cassette: POTH-1082)
앨범 수록곡 중에서 〈Good-bye My Loneliness〉와 〈사랑은 어두운 곳 안에서〉(愛は暗闇の中で 아이와쿠라야미노나카데[*])는 첫 싱글 앨범에 수록되어 있는 곡이며, 〈사랑에 빠진 여자의 우울〉(恋女の憂鬱 코이온나노유우츠[*])과 〈여자로 있고 싶어〉(女でいたい 온나데이타이[*])는 ZARD의 곡 중에서 몇 안되는, 사카이 이즈미가 작사하지 않은 노래다.
오리콘 주간 싱글차트에서 8위에 올랐던 데뷔곡과는 달리, 데뷔 앨범은 주간 앨범차트에서 34위에 오르는데 그쳤다. 한편, 1993년 2월에 이르면 폴리도르 레코드와 Being이 공동으로 출자해 B-Gram RECORDS가 설립되며, 그해 9월 1일 저작권이 폴리도르에서 B-Gram RECORDS로 이양되어 앨범은 재발매된다. (CD: BGCH-1003)

## 수록곡
| #             | 제목                            | 작사            | 작곡                  | 편곡                | 재생 시간 |
| ------------- | ------------------------------- | --------------- | --------------------- | ------------------- | --------- |
| 1.            | 〈〈Good-bye My Loneliness〉〉  | 사카이 이즈미   | 오다 테츠로           | 아카시 마사오       | 4:35      |
| 2.            | 〈〈사랑은 어두운 곳 안에서〉〉 | 사카이 이즈미   | 쿠리바야시 세이이치로 | ZARD, 테라오 히로시 | 4:41      |
| 3.            | 〈〈사랑에 빠진 여자의 우울〉〉 | 카와시마 다리아 | 카와시마 다리아       | 아카시 마사오       | 3:24      |
| 4.            | 〈〈Oh! sugar baby〉〉          | 사카이 이즈미   | 쿠리바야시 세이이치로 | 하야마 타케시       | 4:20      |
| 5.            | 〈〈여자로 있고 싶어〉〉        | 카와시마 다리아 | 카와시마 다리아       | 하야마 타케시       | 4:31      |
| 6.            | 〈〈It's a boy〉〉              | 사카이 이즈미   | 쿠리바야시 세이이치로 | 아카시 마사오       | 4:35      |
| 총 재생 시간: | 총 재생 시간:                   | 총 재생 시간:   | 총 재생 시간:         | 총 재생 시간:       | 26:06     |

## 크레딧
아래는 《Good-bye My Loneliness》 음반에 적혀있던 스태프의 이름으로, 원본은 영문으로만 작성되어있다:
- 프로듀서: 나가토 다이코 (長戸大幸, Being)
- 녹음 & 믹싱: 노무라 마사유키 (野村昌之), 시마다 마사히로 (島田勝弘), 이치카와 타카유키 (市川孝之, 이상 STUDIO BIRDMAN)
- 감독: 나카지마 마사오 (中島正雄), 테라오 히로시 (寺尾広, 이상 Being), 와타베 료 (渡部良, Big Face)
- 어시스턴트 엔지니어: 쿠보타 마사히로, 후루카와 이치코 (古川伊知子), BIRDMAN TEAM (이상 STUDIO BIRDMAN)
- 아트 디렉터 & 디자인: 스즈키 켄이치 (鈴木謙一, Be Planning)
- 사진: 사메지마 슌스케 (鮫島俊介, Be Planning)
- 레이블 매니저: 와타나베 준 (渡辺潤, POLYDOR K.K.)
- 제작 책임자: 마에다 진 (前田仁, POLYDOR K.K.), 호소노 요시로 (細野義朗, STARDUST PROMOTION)

## 발매 일정
| 버전                                     | 일정            | 레이블                   | 포맷                 |
| ---------------------------------------- | --------------- | ------------------------ | -------------------- |
| 《Good-bye My Loneliness》               | 1991년 3월 27일 | b.gram (폴리도르 레코드) | CD (POCH-1082)       |
| 《Good-bye My Loneliness》               | 1991년 3월 27일 | b.gram (폴리도르 레코드) | Cassette (POTH-1082) |
| 《Good-bye My Loneliness》 (저작권 이전) | 1993년 9월 1일  | B-Gram RECORDS           | CD (BGCH-1003)       |